# Fonzaso

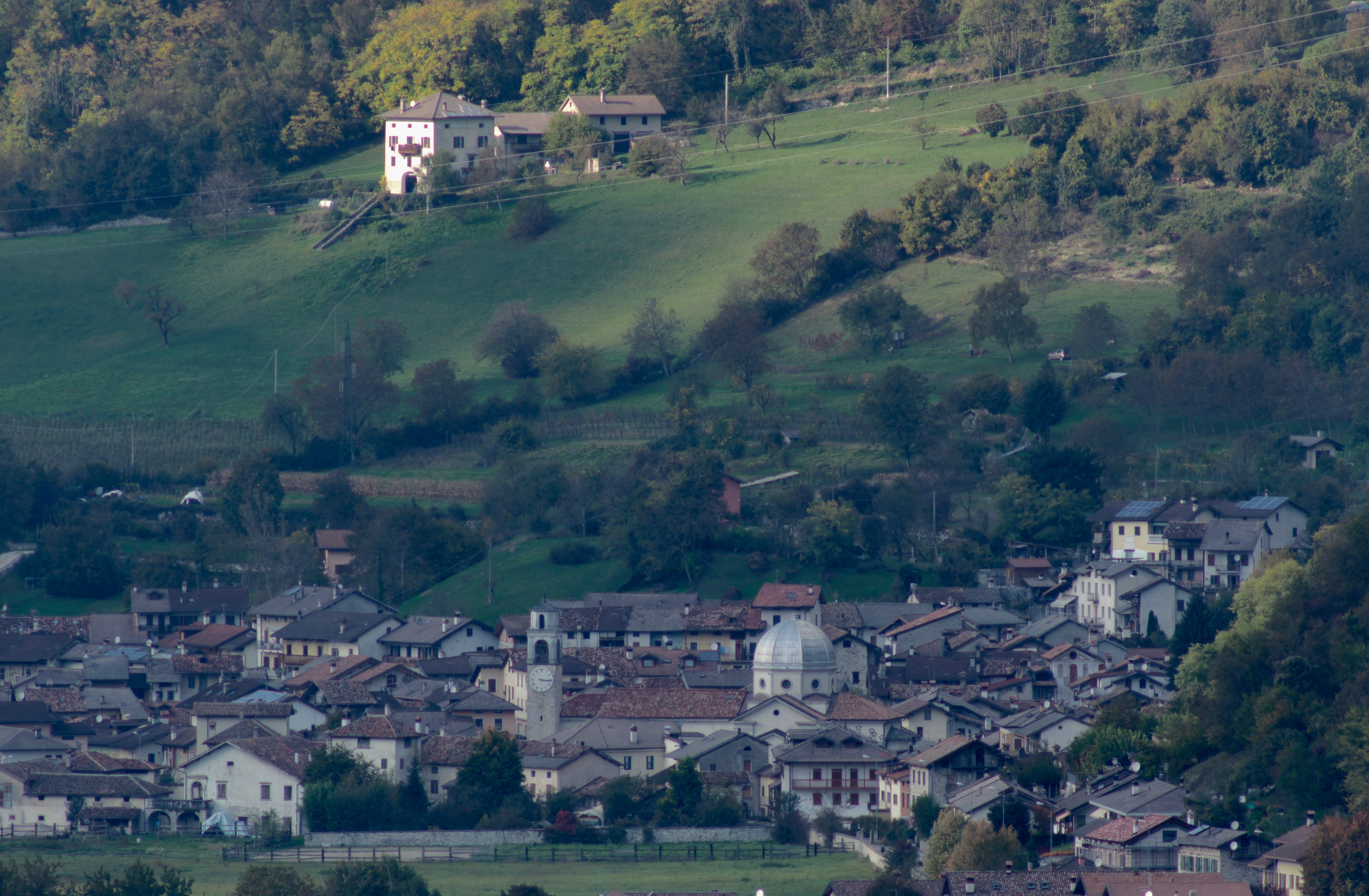
Arten

Fonzaso (Fondàso o Fondàs in veneto) è un comune italiano di 2 949 abitanti della provincia di Belluno in Veneto. Il comune è costituito dal capoluogo di Fonzaso, dalla frazione di Arten e dalle frazioni minori di Frassenè, Agana (situate sulla destra orografica del Cismon) e Giaroni e Pederoncon (sulla sinistra). Altre località minori sono Case Lira, Pedesalto, Case Balzan e Calderal.
Il comune si trova al centro di importanti vie stradali che collegano Bassano del Grappa al Feltrino e alla Valle del Primiero.

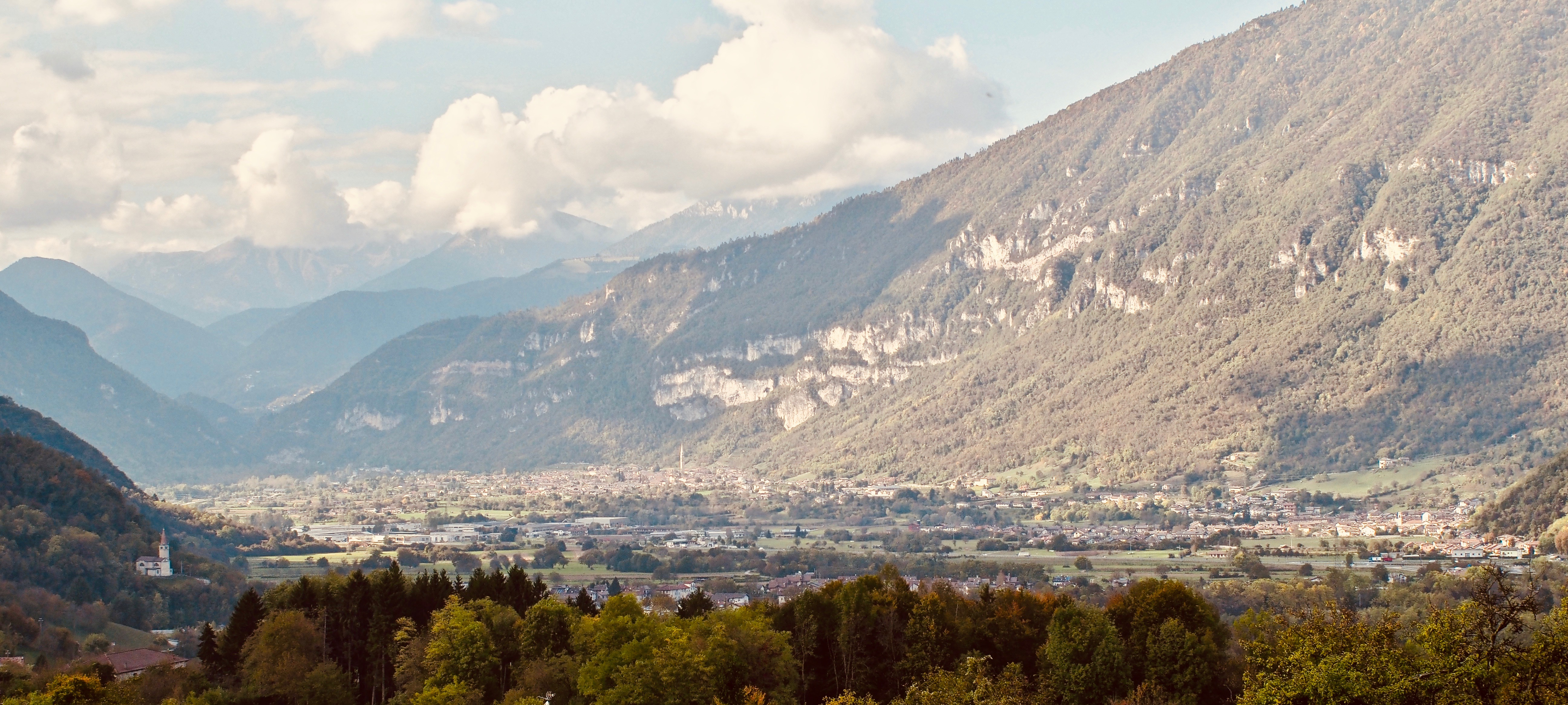
Fonzaso, panorama

Il comune è attraversato dal 46º parallelo nord.

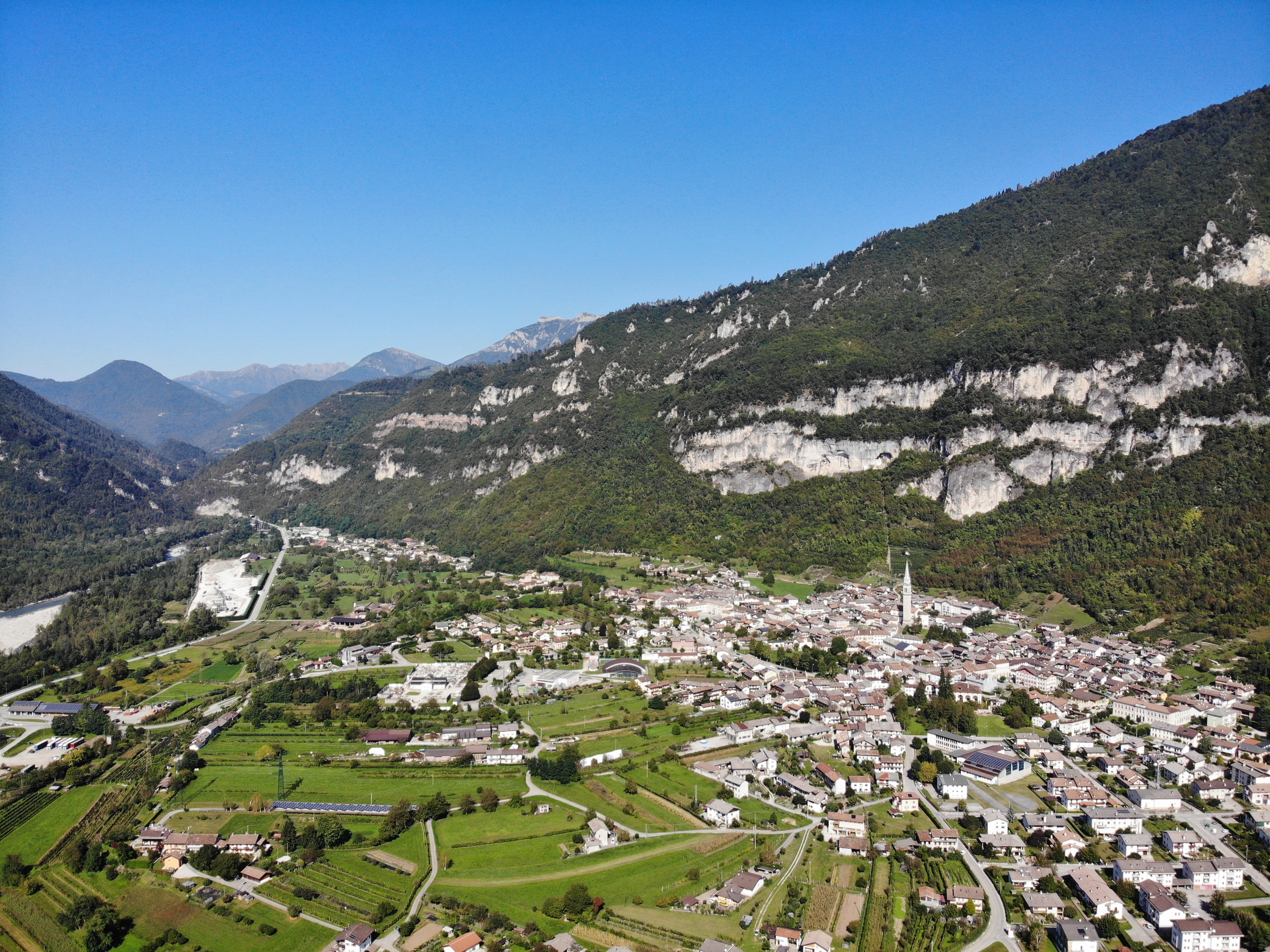
Fonzaso

## Storia
Le origini di Fonzaso dovrebbero essere collocate in epoca romana. La località giovò della vicinanza a Feltria, a quel tempo municipio, e al transito della via Paolina, diramazione della più nota via Claudia Augusta Altinate.
Risale al periodo delle invasioni barbariche l'erezione di due castelli, l'uno localizzato presso la sella di Arten, l'altro nei pressi del covolo di San Michele e proprietà della famiglia ghibellina dei Fonzasia. Il 20 gennaio 1875, il Sig. Cav. Luigi Buzzati di Fonzaso scoprì, tra le rovine del Castello di Arten, due bacini e una coppa appartenenti al re Vandalo Geilamiro. Il primo bacino è di forma circolare, costituito da fine argento con un diametro di 49 centimetri e alto circa 5, che appoggia su una base cilindrica. Nel centro del bacino vi è un cerchio a grafito del diametro di circa 22 centimetri suddiviso al suo interno da 28 raggi. Tra i due cerchi è presente, in carattere minuscolo gotico, l'iscrizione seguente: "Gelaimir Vandalorum et Alanorum Rex". Il secondo bacino, anch'esso di fine argento, del diametro di 28 centimetri e mezzo, contiene al suo interno un rilievo che rappresenta un'allegoria nuziale. Da un lato vi è un uomo quasi nudo che tiene una mano appoggiata al fianco e con l'altra stringe un'asta. La donna sta sul lato opposto, vicino ad un altare, indossa una veste con alcuni fregi e porge all'uomo un giglio. Tra i due vi è un bambino che sembra voler presentare la sposa allo sposo, mentre nella parte inferiore, per chiudere la magnifica rappresentazione, vi sono due colombe che bevono da una coppa, segno dell'unione che si sta per celebrare.
Per il resto, il paese ha seguito le sorti della vicina Feltre, sede di una contea vescovile e per tutto il medioevo coinvolta nelle lotte tra l'Impero, la Repubblica di Venezia e le signorie locali. Il territorio divenne definitivamente veneziano nel 1404.
Originari di Fonzaso erano i grandi maestri spadai del Cinquecento Zandonà e Andrea Ferara e Giacomo da Fonzaso, i cui prodotti di altissima qualità erano rinomati in pressoché tutto il mondo occidentale dell'epoca. Alcune loro spade sono state acquistate perfino da alcuni regnanti.
Dopo la parentesi della guerra della Lega di Cambrai, che devastò particolarmente il Feltrino, iniziò un periodo di stabilità che portò Fonzaso a rinascere economicamente. Localizzato in posizione strategica verso il Trentino, godette della fertilità delle sue campagne e della presenza del torrente Cismon, utilizzato per la fluitazione del legname, anche se non mancarono momenti di difficoltà causati da incendi e alluvioni. Il Settecento fu forse il periodo di massimo splendore, come dimostra la costruzione di alcune ville venete.
Nel corso dell'Ottocento la zona conobbe una nuova crisi, tanto che verso la fine del secolo iniziò il fenomeno dell'emigrazione che si esaurì solo nella seconda metà del Novecento.
La Grande Guerra portò nuove devastazioni. Dopo la rotta di Caporetto Fonzaso fu invasa dalle truppe austro-ungariche, mentre sul sovrastante monte Grappa infuriavano i combattimenti. Durante il periodo dell'occupazione la popolazione subì fame e patimenti e infuriò la spagnola, con oltre trecento morti. Al termine del conflitto, il comune fu insignito della Croce al merito di guerra.
Un periodo altrettanto tragico fu quello della seconda guerra mondiale, con le rappresaglie attuate dagli occupanti tedeschi. Dall'8 settembre 1943 al maggio 1945 la lotta di Resistenza al nazifascismo vide operare i partigiani del battaglione "Angelo Giuseppe Zancanaro", affiliato alla brigata "Antonio Gramsci".
Nei primi anni della seconda guerra mondiale, tra il 1940 e il 1943, erano internati a Fonzaso una dozzina di profughi ebrei. Con l'occupazione tedesca, il gruppo lasciò il paese in cerca di salvezza, dirigendosi al Sud verso i territori liberati. Riuscirono tutti a salvarsi, raggiungendo già nel 1944 i campi di raccolta in Puglia a Bari e a Santa Maria al Bagno.

### Simboli
Lo stemma e il gonfalone sono stati concessi con decreto del Presidente della Repubblica n. 4273 del 22 luglio 1991.
In precedenza uno stemma e un gonfalone differenti erano stati concessi con regio decreto del 1º febbraio 1938.
Stemma
(Art. 15 c. 1 dello Statuto comunale)
Gonfalone
(Art. 15 c. 2 dello Statuto comunale)

## Monumenti e luoghi d'interesse

### Architetture religiose
- Chiesa della Natività della Beata Vergine Maria, costruita nel 1610, dopo che la precedente era stata distrutta da un incendio nel 1581[14]
- Chiesa di San Gottardo ad Arten
- Chiesa di Santa Giustina, custodisce affreschi attribuiti a Giovanni di Francia, tra i più antichi del Feltrino
- Chiesa della Madonna di Lourdes ad Agana, risalente al 1957[15]
- Chiesa di San Giuseppe a Frassenè, risalente agli anni 1960[16]
- Eremo di San Michele (San Micél in dialetto locale), ex sede del "Guardiano del Fuoco"

### Ville storiche
Il territorio comunale di Fonzaso presenta 7 edifici tutelati dall'Istituto Regionale Ville Venete (IRVV). Degni di menzione sono:
- Villa Angeli, Sarenthein;
- Villa De Pantz, edificio risalente alla fine del XVIII, composto da una casa padronale impreziosita di stucchi e tempere colorate, una galleria, una barchessa, una scuderia ed un giardino;
- Villa Riera;
- Villa Tonello-Bovio-Zampiero, su progetto di Pietro de Marascalchi o Marescalchi detto Lo Spada, databile alla prima metà del XVI secolo, ed abbellita da affreschi a tema storico-mitologico;

### Reperti preistorici
- Il Campón D'Avena, zona di ritrovamento di reperti preistorici[17] e punto di decollo per gli appassionati di parapendio.

### Centrale idroelettrica di Pedesalto
- Centrale idroelettrica di Pedesalto, all'imboccatura della valle del Cismon. Costruita nel 1908 da una società che fu acquisita dal gruppo SADE utilizzando la diga di sbarramento posta un po' più a monte del Ponte Serra tra il Comune di Sovramonte e di Lamon.[18]

## Società

### Evoluzione demografica
Abitanti censiti

### Etnie e minoranze straniere
Al 31 dicembre 2023 gli stranieri residenti nel comune erano 149, ovvero il 4,95% della popolazione. Di seguito sono riportati i gruppi più consistenti:
- Marocco 53
- Romania 15
- Macedonia del Nord 12

## Amministrazione
| Periodo          | Periodo          | Primo cittadino  | Partito                  | Carica      | Note   |
| ---------------- | ---------------- | ---------------- | ------------------------ | ----------- | ------ |
| 24 aprile 1995   | 14 giugno 1999   | Alfredo Iannelli | lista civica             | sindaco     |        |
| 14 giugno 1999   | 14 giugno 2004   | Alfredo Iannelli | lista civica             | sindaco     |        |
| 14 giugno 2004   | 8 giugno 2009    | Gianluigi Furlin | lista civica             | sindaco     |        |
| 8 giugno 2009    | 26 maggio 2014   | Gianluigi Furlin | lista civica             | sindaco     |        |
| 26 maggio 2014   | 31 dicembre 2016 | Ennio Pellizzari | lista civica Bene comune | sindaco     | [ 21 ] |
| 31 dicembre 2016 | 12 giugno 2017   | Giorgio Slongo   | lista civica Bene comune | vicesindaco |        |
| 12 giugno 2017   | 13 giugno 2022   | Giorgio Slongo   | lista civica Bene comune | sindaco     |        |
| 13 giugno 2022   | in carica        | Christian Pasa   | lista civica Bene comune | sindaco     |        |